# Monarchia costituzionale pura

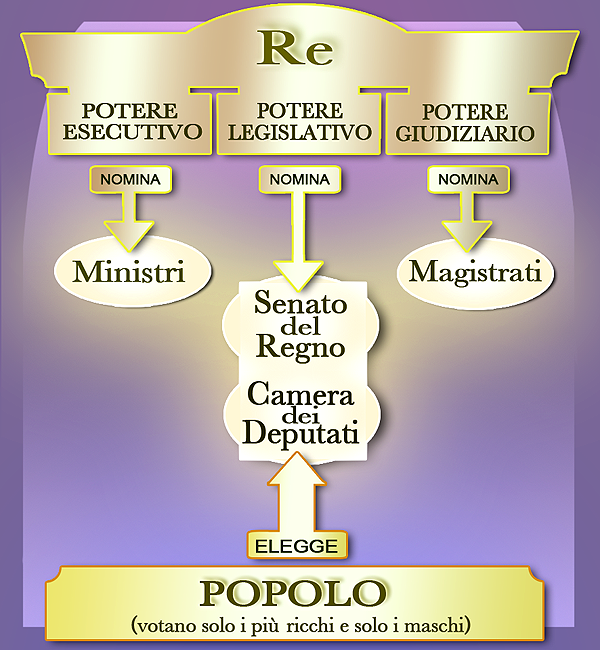
Schema della ripartizione dei tre poteri emananti dal re nello Statuto Albertino, un esempio di monarchia costituzionale pura

La monarchia costituzionale pura o monarchia semi-costituzionale è la forma di governo, nell'ambito della forma di stato monarchica, nella quale il monarca mantiene il potere esecutivo (governo, nominando un primo ministro a propria discrezione), mentre quello giudiziario e legislativo sono rimessi ad altre autorità (assemblee elettive, spesso a suffragio ristretto, e magistratura), pur essendo parzialmente sotto il controllo del sovrano, che nomina o designa i giudici, e quando presente, la Camera alta con funzioni legislative parificate alla Camera elettiva. La monarchia costituzionale pura è detta anche monarchia costituzionale esecutiva e si contrappone alla monarchia costituzionale cerimoniale, solitamente monarchia parlamentare.

## Caratteristiche
In pratica, nella forma (di governo) monarchico-costituzionale pura, il re nomina direttamente il primo ministro ed i ministri che rispondono soltanto a lui del proprio operato e non al parlamento, inoltre il re può intervenire direttamente nel Consiglio dei Ministri, proporre leggi da votare in Parlamento ed esercita il diritto di veto. Il veto talvolta è conservato anche nella monarchia costituzionale parlamentare, di solito nella forma della sanzione regia.
La monarchia parlamentare è l'evoluzione seguente della monarchia costituzionale, di cui la forna pura rappresenta la fase di transizione dalla monarchia assoluta; qui la nomina del primo ministro (premier) è affidata soltanto formalmente al re, mentre di fatto egli è indicato dalle forze politiche di maggioranza presenti nel parlamento al quale spetta dare la fiducia al governo. Il sovrano rappresenta qua solo un monarca cerimoniale, incarnazione dell'unità e garante della Costituzione, secondo la formula il re regna ma non governa o the King can do no wrong (il "re non può sbagliare"): sono le cosiddetta irresponsabilità regia e prerogativa reale (inviolabilità); il sovrano non è infallibile ma i suoi atti sono considerati dovuti ed egli non ne è responsabile. L'irresponsabilità regia è invece assente nella monarchia esecutiva, dove il re, pur essendo inviolabile, si assume la responsabilità dei suoi atti seguendo un indirizzo politico confacente alle proprie idee personali e politiche.

## Storia
La monarchia costituzionale pura ha avuto origine in Inghilterra in seguito alla Gloriosa rivoluzione del 1688-89 che insediarono sul trono Guglielmo d'Orange, col nome di Guglielmo III d'Inghilterra, e sua moglie Maria II Stuart, sebbene abbia cominciato a delinearsi a partire dal Medioevo inglese con la concessione della Magna Charta da parte di Giovanni Senzaterra, e con successivi documenti costituzionali inglesi. Con l'avvento della dinastia regnante degli Hannover essa si trasformò gradualmente in monarchia parlamentare. 
La Carta francese del 1814, una ripresa attenuata della Costituzione francese del 1791, designò una monarchia costituzionale pura anche se presto il Regno di Francia svoltò verso una monarchia assoluta di fatto; lo stesso avvenne nell'Impero russo tra il 1905 e il 1917. Anche il Giappone fu una monarchia costituzionale pura dall'ultima parte della Restaurazione Meiji - con cui Mutsuhito abolì la monarchia feudale-militare concedendo la Costituzione nel 1889 (sebbene in pratica lo stato fu retto da un regime militarista misto a monarchia assoluta per un lungo periodo) - fino alla fine della seconda guerra mondiale, quando divenne una monarchia parlamentare in cui l'Imperatore del Giappone è considerato capo formale del regno e una figura cerimoniale, «il simbolo dello Stato e dell'unità del popolo».
Lo Statuto Albertino del Regno di Sardegna sabaudo può essere considerato un esempio di costituzione formale nella quale viene prevista una forma monarchica di tipo costituzionale puro. Ben presto però, dopo la fine del regno di Carlo Alberto, la costituzione materiale del Regno d'Italia, come era avvenuto in Inghilterra, si transitando per una forma di monarchia costituzionale classica con Vittorio Emanuele II fino alla morte di Umberto I, evolse verso una forma monarchico-parlamentare di tipo liberale compiuta completamente in età giolittiana. Nel suo rapporto col fascismo e la trasformazione dell'Italia in uno stato autoritario a partire dal 1922, Vittorio Emanuele III affermò implicitamente di essere un re costituzionale parlamentare che regna ma non governa o, dicendo di essere "sordo e cieco" (ossia sottoposto a irresponsabilità regia e costretto a dare la sanzione alle leggi, essendo lo Statuto una costituzione flessibile e senza limiti di revisione costituzionale). Solo nel 1943, approfittando dell'ordine del giorno Grandi, riprese, in via emergenziale e per breve periodo (fino al 1944) le prerogative di monarchia costituzionale pura dello Statuto originale del 1848, destituendo Mussolini e nominando un governo di sua scelta in assenza di Parlamento, non convocato fino alla fine della guerra (1945), a cui seguì la restaurazione della monarchia parlamentare sotto un governo pluripartitico nel periodo 1944-46 (seconda fase del cosiddetto periodo costituzionale transitorio).
Altre monarchie costituzionali pure furono l'Impero tedesco e l'Impero austro-ungarico, che nei fatti furono spesso governate come monarchie assolute.

## Situazione attuale
Un'evoluzione repubblicana della forma di governo monarchico costituzionale puro, ma elettivo, è la repubblica presidenziale, con la variante francese della repubblica semipresidenziale, seppure apparentabili anche a evoluzioni democratiche e repubblicane della semplice monarchia costituzionale.
Il Principato di Monaco e il Principato del Liechtenstein sono due stati europei la cui forma di governo è riconducibile al tipo storico di monarchia costituzionale pura, dove il principe regnante partecipa alle riunioni del governo e alla formazione delle leggi. Pur essendo microstati sono gli unici stati occidentali e democratici a seguire questo modello. Nel Granducato di Lussemburgo, che tuttavia è una monarchia parlamentare, il granduca conserva il pieno diritto di veto, non la semplice sanzione, ma non interviene direttamente nell'attività legislativa del parlamento e nella politica del governo.
Solitamente gli stati islamici monarchici, ad eccezione di quelli governati da monarchie assolute, sono governi di questo tipo: rappresentativi esempi sono il Marocco (dove il re detiene un potere discrezionale sul ramo esecutivo e ha autorità esclusiva in ambito militare, religioso e giudiziario) e la Giordania, come in passato l'Iran sotto l'impero Pahlavi, almeno fino alla svolta autoritaria dello scià.